# طيهوج الشرق
طيهوج الشرق أو طيهوج الصين هو نوع من أنواع الطيهوج يرتبط ارتباطًا وثيقًا بطيهوج البندق.
إنه طائر مستقر يسكن الغابات الجبلية المختلطة الغنية بالصنوبريات في وسط الصين. يشبه الطائر كثيرًا في المظهر طيهوج البندق باستثناء شريط أبيض دقيق على الرأس والرقبة.
طيهوج الصين من الأنواع المهددة بالانقراض من الناحية القانونية في الصين، في المنطقة التي يقع فيها معظمها مركزيًا.